# Cambia el paso
Cambia el paso è un singolo della cantante statunitense Jennifer Lopez e del cantante portoricano Rauw Alejandro, pubblicato il 5 luglio 2021.

## Descrizione
Il brano, di genere reggaeton, è cantato in lingua spagnola con alcuni intermezzi in lingua inglese. In un'intervista radio nei giorni precedenti alla pubblicazione, Jennifer Lopez ha spiegato che il tema portante del brano è il cambiamento, descrivendolo come segue:

## Video musicale
Il video musicale, diretto da Jessy Terrero e ambientato a Miami Beach, è stato pubblicato sul canale YouTube di Jennifer Lopez il 9 luglio 2021.

## Classifiche
| Classifica (2021)   | Posizione massima |
| ------------------- | ----------------- |
| Croazia             | 100               |
| Romania             | 85                |
| Spagna              | 98                |
| Stati Uniti (Latin) | 21                |